# Найден Вълчев
Найден Станев Вълчев е български писател, преводач и текстописец.

## Биография
Роден е на 30 август 1927 г. в с. Малка Брестница, Тетевенска околия на някогашната Плевенска област. След основно образование в родното си село завършва гимназия в Плевен и Юридическия факултет в Софийския държавен университет (1951).
През 1954 – 1955 г. е редактор в сп. „Български воин“ и в. „Народна армия“, през 1956 – 1983 г. – в сп. „Септември“, през 1983 – 1988 г. – в сп. „Съвременник“; главен редактор (1988 – 1989) на сп. „Дарители“.
Дипломат (1996 – 1997). Председател на Съюза на преводачите в България (1989 – 1991).
Председател на журито на Националната литературна награда за поезия „Усин Керим“ за 2010 г.

## Творчество
Първото публикувано произведение на Найден Вълчев се появява, когато е в последния клас на Плевенската мъжка гимназия. Първата му стихосбирка „На южната граница“ (1953) е само с войнишки стихотворения от тригодишната реднишка служба в далечен малък гарнизон. През следващите десетилетия стихосбирките стават двадесетина: „Малка повест“ (1954), „Пъстра палитра“ (1960), „Северна светлина“ (1965), „Лунапарк“ (1970), „Синьо цвете, влак, жена“ (1975), „Златен август“ (1977), „Написано на кленов лист“ (1984), „Гигантски слалом“ (1986), „Младата луна и старата луна“ (2001), „Рай за грешни“ (2003) и др.
Пише и за деца под псевдоним Чик Чирик: „Българска земя“ (1963), „Звъни, звънче“ (1968), „Фото Есперанто“ (1983), „Жълъдче с шапка“ (2004).
В пет книги „Попътни срещи“, издадени между 2007 и 2016, Найден Вълчев разказва в есеистично биографични четива за Елисавета Багряна, Никола Фурнаджиев, Панчо Владигеров, Ангел Каралийчев, Христо Радевски, Димитър Димов, Димитър Талев, Димчо Дебелянов, Николай Лилиев, Георги Райчев, Елиас Канети, Григорий Цамблак, Орлин Василев, Ламар, Александър Пушкин, Адам Мицкевич, Михаил Юриевич Лермонтов, Константин Симонов, Александър Твардовски, Марк Шагал, Низами, Васил Биков, Сергей Есенин, Михаил Светлов, за батковците Валери Петров, Леда Милева, Веселин Ханчев, за връстниците Иван Радоев, Станка Пенчева, Ивайло Петров, Вили Цанков, Лиана Даскалова, Андрей Германов, Първан Стефанов, Димитър Вълчев, Петър Караангов.
Превел е много стихове на славянски поети – Пушкин, Мицкевич, Лермонтов, Есенин, Александър Твардовски („Василий Тьоркин“), Константин Симонов, Сергей Орлов, Владимир Соколов, Евгений Евтушенко, Йосиф Бродски, Юлия Друнина, Роберт Рождественски, Борис Слуцки, Бела Ахмадулина, поети на Прибалтика, поети на Прикавказието, както и няколко от повестите на Васил Биков.
По негови строфи звучат популярни песни като „Борба за мир“, „Голяма песен“, „Младежки марш“, „Тиха вечер“, „Тиха вечер“, „Аз те чаках“, „Ние сме на всеки километър“, „Кажи коя е тъмната жена“, „Синя вечер“, „Някога, но не сега“, създадени от композиторите Светослав Обретенов, Любомир Пипков, Филип Кутев, Константин Илиев, Тодор Попов, Йосиф Цанков, Петър Ступел, Атанас Бояджиев, Емил Георгиев, Тончо Русев, Митко Щерев.
Автор е на текста на „Една българска роза“ в изпълнение на Паша Христова, по музика на Димитър Вълчев. През 2000 г. песента е определена за Песен на столетието в Национална анкета.
В „Литературна анкета“ на Панко Анчев, излязла през 2007 година, разказва всичко за себе си.

## Награди
Носител е на орден „Св. св. Кирил и Методий“ – първа степен, на наградата „Димчо Дебелянов“, на наградата на Съюза на българските писатели, на Съюза на преводачите в България, на Златния Орфей, на високи руски и беларуски отличия.

### Поезия
- „На южната граница“ (1953)
- „Малка повест“ (1956)
- „Пъстра палитра“ (1960)
- „Химни и повести“ (1964)
- „Северна светлина“ (1965)
- „Луна-парк“ (1970)
- „Синьо цвете, влак, жена“ (1975)
- „Зърна за посев“ (1976)
- „Златен август“ (1977)
- „Две снежинки“ (1980)
- „Написано на кленов лист“ (1984)
- „Гигантски слалом“ (1986)
- Избрани произведения в 2 тома (1987)
- „Младата луна и старата луна“ (2001)
- „Рай за грешни“ (2003)
- „През три води преплавено“ (2004)

### Пътеписи
- „Беларуска бреза“ (1978)

### За деца
- „Българска земя“ (1963)
- „Люлякова вечер“ (1968)
- „Звъни звънче“ (1968)
- „Фото „Есперанто“ (1983)
- „Жълъдче с шапка“ (2004)

### Докуметално-есеистични книги
```
"Попътни срещи" - седем книги: документално-есеистични портрети на наши и чуждестранни автори: Александър Пушкин, Димчо Дебеланов, Адам Мицкевич, Елисавета Багряна, Сергей Есенин, Александър Блок, Елиас кането, Марк Шагал, Васил Биков, Михаил Светлов, Никола Фурнаджиев, Николай Лилиев, Ангел Каралийчев. 
```